# Palazzata

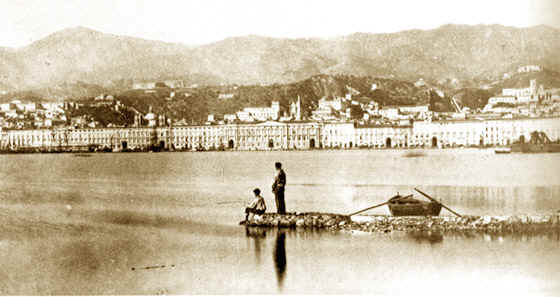
Ansicht der zweiten Palazzata von der Seeseite

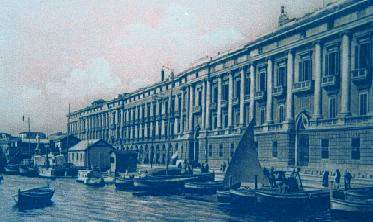
Palazza Municipale der zweiten Palazzata

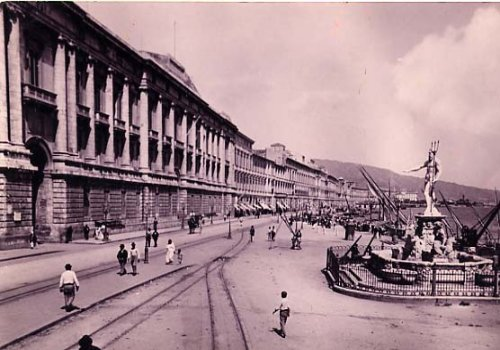
Detailaufnahme der zweiten Palazzata

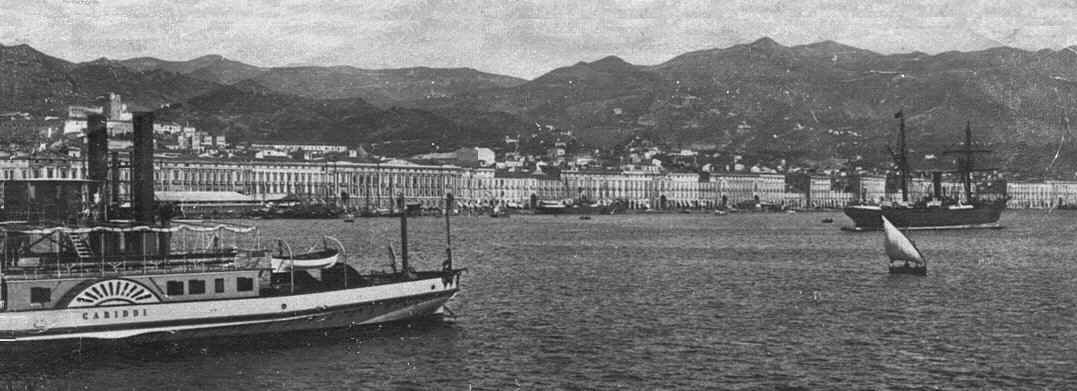
Ansicht der zweiten Palazzata von der Seeseite

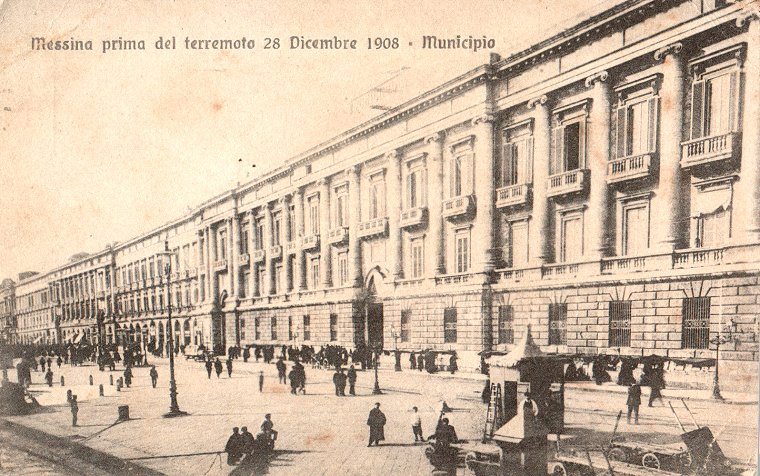
Postkarte von der zweiten Palazzata

Die Palazzata in der sizilianischen Stadt Messina war eine imposante einheitliche Zeile einer 1,5 km langen Palastfassade an der Hafenpromenade, die dem dahinterliegenden Rathaus, den Seidenmanufakturen und den Handels- und Bankhäusern teilweise vorgeblendet war. Sie verband diese damit und gab ihnen eine einheitliche palastartige Fassade zum Meer hin.

## Die Palazzata
Die Palazzata wurde auch Teatro Marittimo („das Meeresspektakel“) genannt.
Schon Marco Antonio Colonna (* 1535; † 1. August 1584), der als spanischer Vizekönig Sizilien verwaltete, dachte 1579 daran, die strada del porto („Hafenpromenade“) zu verschönern, welche seinen Namen trug: strada Colonna. Diese strada Colonna war eine 1,5 km lange Hafenpromenade, die in einer sanften Kurve wie die einer Sichel den Hafen umschloss.

### Die 1. Palazzata (1622–1625)
Unter Emanuele Filiberto (* 16. April 1588; † 4. August 1624), 3. Sohn des Carlo Emanuele I. von Savoyen und Herzog von Sizilien, wurde Simone Gullì, Architekt aus Messina, im Jahre 1622 damit beauftragt, eine größere Reihe einheitlicher Palazzi rund um die via Emanuella zu bauen. Die via Emanuella war die Straße am Hafenbecken Messinas, die Emanuele Filiberto zu Ehren so genannt wurde. Die Palazzi waren untereinander durch Triumphbögen verbunden und spiegelten somit das Bild eines durchgehenden gemeinsamen Palastes wider.
Gullì ist urkundlich in Messina seit 1622 nachgewiesen und hatte eine Ausbildung in Rom hinter sich. Aus den Stichen und Gemälden über die Palazzata wird deutlich, dass Gullì den monumentalen Baustil der römischen Architektur des 16. Jahrhunderts fortgesetzt hat. Gullì war auch der verantwortliche Baumeister zweier Zentralkirchen, von San Michele und Santa Maria della Grotta.

### Die 2. Palazzata (1808)
Durch das Erdbeben von 1783 schwer beschädigt, wurde die Palazzata 1808 wiederaufgebaut, diesmal im klassizistischen Stil von Giacomo Minutolì.

### Die 3. Palazzata (1929–1940)
Durch das Erdbeben von Messina 1908 wurde auch die 2. Palazzata zerstört. 1929 erging ein neuer künstlerischer Wettbewerb um die Rekonstruktion der Palazzata, den die Architekten Autore, Samonà, Viola und Leone mit ihrem Entwurf gewannen. Den „Palazzo dell´Ina“ entwarfen Viola und Samonà (1935). Weiterhin entwarf der Architekt Autore (1936) das Gebäude „Banco di Sicilia“. Zwischen 1938 und 1940 wurden nach dem Entwurf von Viola und Samonà der ehemalige „Palazzo Littorio“ und der „Palazzo dell'Inail“ realisiert.